# Jeřáb (Wysoki Jesionik)
Jeřáb (historyczna nazwa niem. Käulig Felsen) – szczyt o wysokości 1083 m n.p.m. (podawana jest też wysokość 1076 m n.p.m. , 1077,0 m n.p.m.  lub 1077,3 m n.p.m.), w paśmie górskim Wysokiego Jesionika (cz. Hrubý Jeseník), w północno-wschodnich Czechach, w Sudetach Wschodnich, na Śląsku, w obrębie gminy Bělá pod Pradědem, oddalony o około 7,1 km na północny zachód od szczytu góry Pradziad (cz. Praděd) . Rozległość szczytu wraz ze stokami (powierzchnia stoków) szacowana jest na około 3,5 km², a średnie nachylenie wszystkich stoków wynosi około 16°.

## Charakterystyka

### Lokalizacja

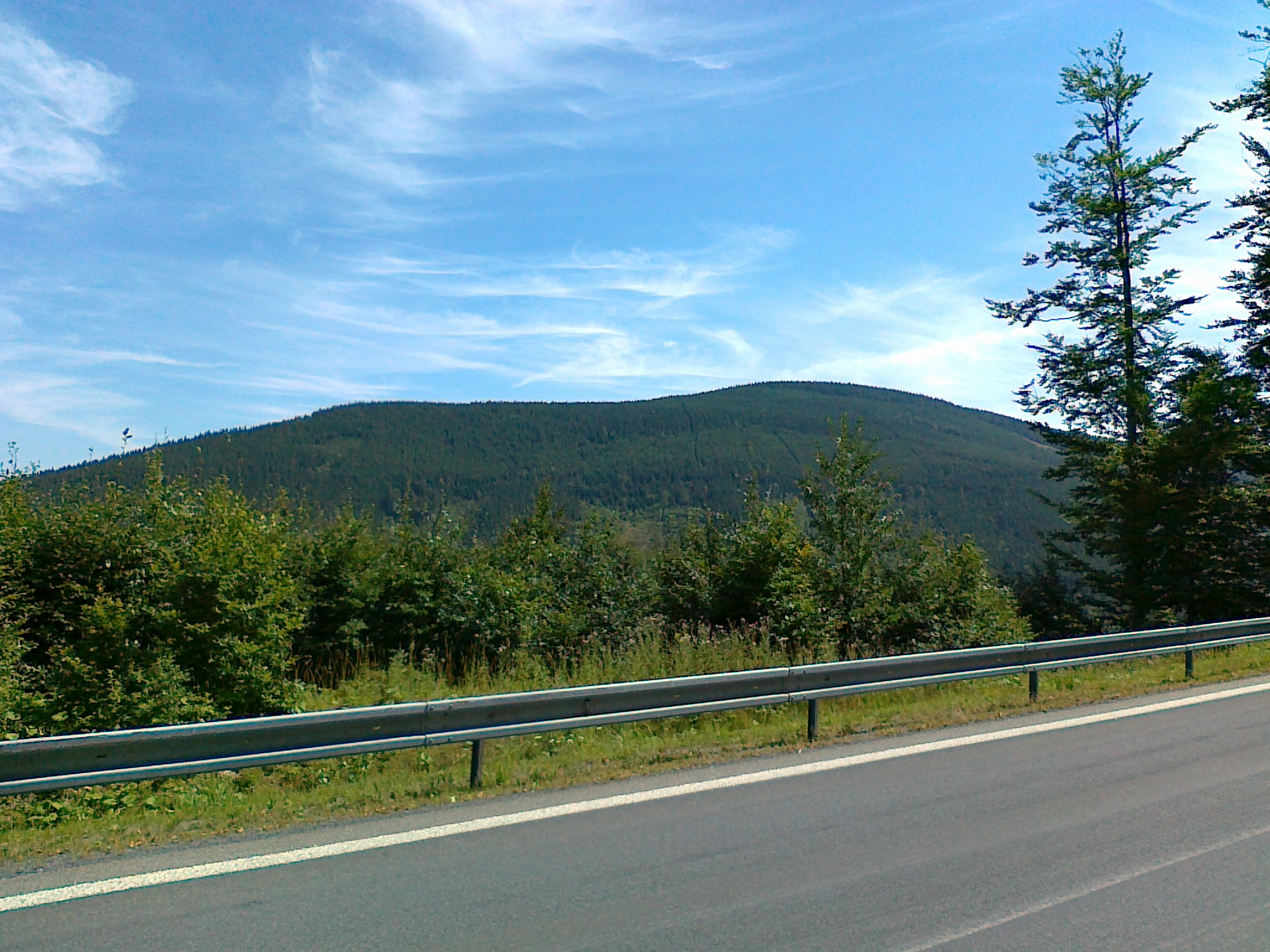
Widok z drogi nr Jesionik – Šumperk na szczyty Jeřáb i Velký Klín (2015 rok)

Szczyt Jeřáb położony jest nieco na północ od centrum całego pasma Wysokiego Jesionika, leżący w części Wysokiego Jesionika, w północnym obszarze (mikroregionu) o nazwie Masyw Pradziada (cz. Pradědská hornatina) . Jest szczytem dobrze rozpoznawalnym, położonym blisko miejscowości Bělá pod Pradědem, pomiędzy biegnącymi drogami nr 44 na trasie Jesionik (cz. Jeseník) – Šumperk i nr 450 Bělá pod Pradědem – Bruntál, na bocznej gałęzi grzbietu głównego (grzebieniu) góry Pradziad, ciągnącego się od przełęczy Červenohorské sedlo do przełęczy Skřítek . Można dodać, że Jeřáb jest szczytem położonym najdalej na północ w całym Masywie Pradziada, a jednocześnie graniczącym z dwoma pozostałymi mikroregionami: Masywem Keprníka (cz. Keprnická hornatina) i Masywem Orlíka (cz. Medvědská hornatina) oraz od północy z sąsiednim pasmem Gór Opawskich (cz. Zlatohorská vrchovina). Jest dobrze widoczny, szczególnie z okolic serpentyn drogowych na stoku sąsiedniej góry Červená hora podążających w kierunku przełęczy Červenohorské sedlo drogą nr 44. Masyw góry, na którym położony jest Jeřáb ma charakterystyczny kształt „dwugarbny”, z których wyższy „garb” to Velký Klín, a niższy o około 100 m to właśnie Jeřáb. Jest szczytem niewidocznym m.in. z drogi okalającej połać szczytową góry Pradziad (skalisko szczytowe przysłonięte przez kopułę szczytu góry Velký Klín) czy też z innego charakterystycznego punktu widokowego – z drogi okalającej szczyt góry Dlouhé stráně (skalisko szczytowe również jest przysłonięte przez kopułę góry Velký Klín).
Szczyt wraz ze stokami ograniczają: od południa mało wybitna przełęcz w kierunku szczytu Velký Klín (w pobliżu punktu geodezyjnego), od północnego zachodu i północy dolina potoku o nazwie Červenohorský potok oraz północnego wschodu dolina rzeki Biała Głuchołaska (cz. Bělá) . W otoczeniu szczytu Jeřáb znajdują się następujące szczyty: od południa Velký Klín, od południowego zachodu Velký Klínovec, Skalky u Červenohorského sedla i Šindelná hora, od północnego zachodu Červená hora–V, Červená hora–V, Točník i Bršť (ostatni szczyt leży już w paśmie Gór Opawskich), od północy Kozí hřbety (szczyt leży w paśmie Gór Opawskich), od północnego wschodu Nad Borovým, Šumná, Bělská stráň, Zaječí hora, Kamzičí skála (1) i Ztracený vrch, od wschodu Klanke oraz od południowego wschodu Hřib, Skalnatý, Malý Klín i Kamenný kostel .

### Szczyt
Na szczyt nie prowadzi żaden znakowany szlak turystyczny. Przez połać szczytową przechodzi grzbietowa ścieżka główna w kierunku szczytu Velký Klín oraz dalej ku szczytowi Velký Klín–JZ. Szczyt jest skaliskiem, otoczony borem świerkowym oraz pokryty wokół trawą wysokogórską. Z uwagi na zwiększającą się wysokość zalesienia skalisko szczytowe jest ograniczonym punktem widokowym. Ponadto urwiskowe skalisko szczytowe znacznie utrudnia dojście na jego wierzchołek. Na połaci szczytowej, przy ścieżce głównej i skalisku znajduje się punkt geodezyjny, oznaczony na mapach geodezyjnych numerem (2.), o wysokości 1076,79 m n.p.m. oraz współrzędnych geograficznych (50°08′17,44″N 17°10′48,41″E/50,138178 17,180114), oddalony o około 20 m na południe od szczytu. Państwowy urząd geodezyjny o nazwie (cz. Český úřad zeměměřický a katastrální (CÚZK)) w Pradze podaje jako najwyższy punkt – szczyt – o wysokości 1083,4 m n.p.m. i współrzędnych geograficznych (50°08′18,1″N 17°10′48,6″E/50,138361 17,180167).  
Zalecane dojście do skaliska szczytowego następuje z żółtego szlaku turystycznego  oraz skrzyżowania turystycznego o nazwie (cz. Pekárka), z podaną na tablicy informacyjnej wysokością 1050 m, od którego biegnie nieoznakowana ścieżka, którą należy przejść odcinek o długości około 680 m do przełęczy, pomiędzy oboma szczytami masywu sąsiedniej góry Velký Klín. Z przełęczy tej należy skręcić w lewo i nieoznakowaną ścieżką (biegnącą w linii prostej) przejść odcinek o długości około 530 m, dochodząc do szczytu góry Velký Klín. Idąc dalej tą ścieżką, po około dalszych 550 m dojdziemy do jednego ze skalisk na stoku góry Velký Klín, a po następnych około 150 m dojdziemy już do połaci szczytowej.

### Stoki

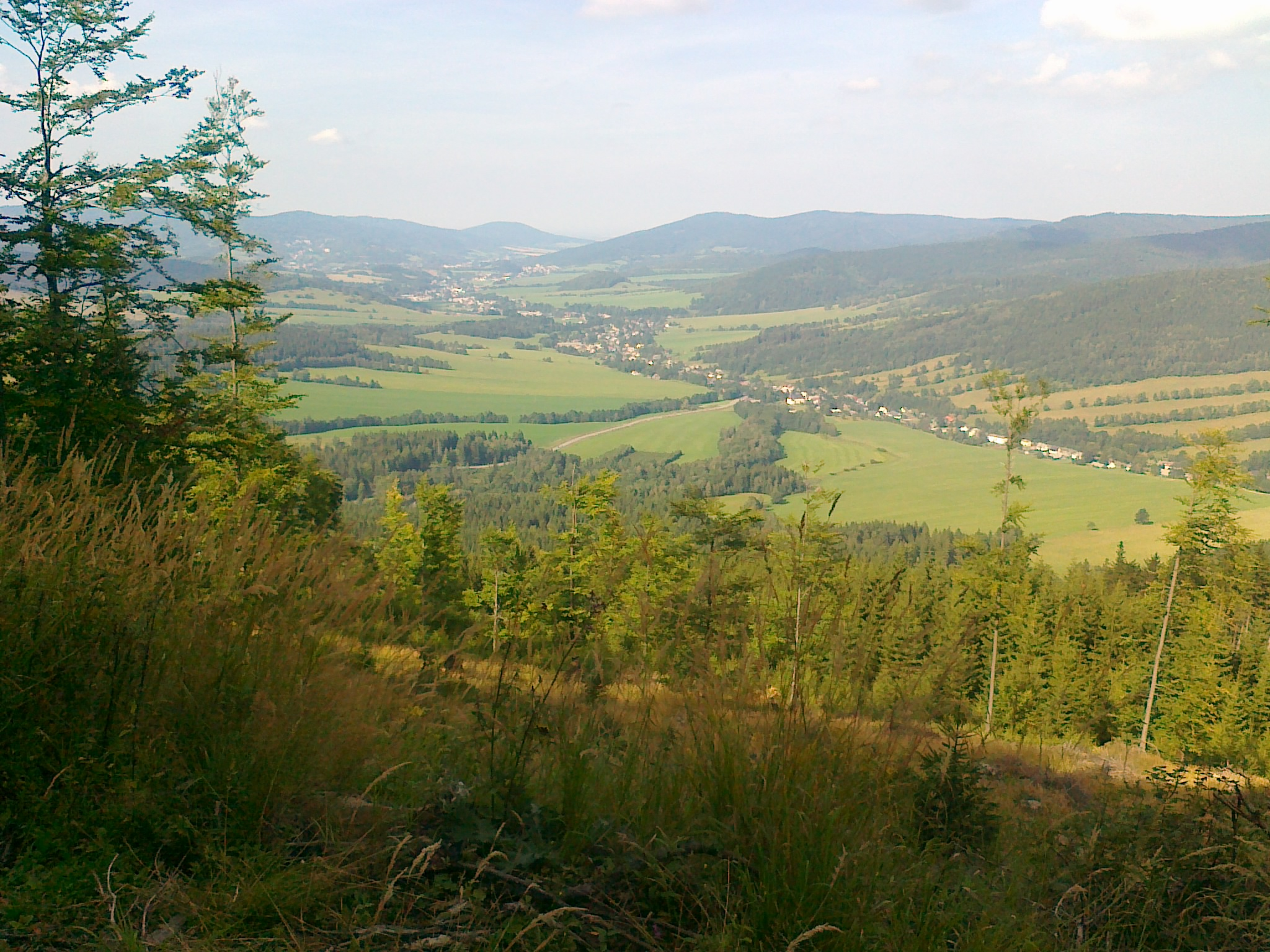
Widok ze stoku Jeřábu na dolinę miejscowości Bělá pod Pradědem (2012 rok)

W obrębie szczytu można wyróżnić trzy następujące zasadnicze stoki :
- północno-zachodni
- północny o nazwie Velký Klín
- północno-wschodnie o nazwach U Kapličky, Prameny

Występują tu wszystkie typy zalesienia: bór świerkowy, las mieszany oraz las liściasty, przy czym dominuje zalesienie borem świerkowym. Na wszystkich stokach występują poza borem świerkowym obszary pokryte lasem mieszanym i obszary pokryte lasem liściastym, a na stoku północno-wschodnim wraz z obniżaniem wysokości – mniej więcej od wysokości 670 m n.p.m. w dół – pojawiają się nawet łąki. Granica lasu u podnóża stoku północno-wschodniego, blisko przebiegającej drogi nr 450 kończy się przy osadzie Domašov będącej częścią miejscowości Bělá pod Pradědem. Nieco powyżej podnóża tego stoku przebiega napowietrzna linia przesyłowa prądu o napięciu 22 kV. Na stokach występują nieznaczne ogołocenia (stok północny), pasmowe przecinki (stoki północno-zachodni i północno-wschodni) oraz polany. Wszystkie stoki charakteryzują się znaczną zmiennością wysokości zalesienia. Na stoku północnym, wzdłuż grzbietu znajduje się kilka pojedynczych skalisk o nazwie (cz. Skalý Jeřábu), ciągnących się na długości około 300 m oraz pojedyncze skalisko na stoku północno-wschodnim.
Stoki mają stosunkowo jednolite i zróżnicowane nachylenia. Średnie nachylenie stoków waha się bowiem od 13° (stok północno-wschodni) do 22° (stok północno-zachodni). Średnie nachylenie wszystkich stoków góry (średnia ważona nachyleń stoków) wynosi około 16°. Maksymalne średnie nachylenie stoku północno-wschodniego, w pobliżu drogi Miliónova cesta, na wysokościach około 900 m n.p.m., na odcinku 50 m nie przekracza 30°. Stoki pokryte są siecią dróg (m.in. Miliónová cesta czy Starosedelská cesta) oraz na ogół nieoznakowanych ścieżek i duktów. Przemierzając je zaleca się korzystanie ze szczegółowych map, z uwagi na zawiłości ich przebiegu, zalesienie oraz zorientowanie w terenie.

### Geologia
Pod względem geologicznym Jeřáb ze stokami należy do jednostki określanej jako warstwy vrbneńskie i zbudowany jest ze skał metamorficznych, głównie: fyllonitów (biotytów, chlorytów i muskowitów), fyllitów, porfiroidów, łupków łyszczykowych (staurolitu, andaluzytu, granatu, sillimanitu), kwarcytów, skał osadowych, głównie meta-zlepieńców oraz skał magmowych, głównie meta-granitoidów. 

### Wody
Grzbiet główny (grzebień) góry Pradziad, biegnący od przełęczy Skřítek do przełęczy Červenohorské sedlo oraz dalej do przełęczy Ramzovskiej (cz. Ramzovské sedlo) jest częścią granicy Wielkiego Europejskiego Działu Wodnego, dzielącej zlewiska Morza Bałtyckiego i Morza Czarnego . 
Szczyt wraz ze stokami położony jest na północ od tej granicy, należy więc do zlewni Morza Bałtyckiego, do którego płyną wody m.in. z dorzecza rzeki Odry, będącej przedłużeniem płynących z tej części Wysokiego Jesionika rzek i górskich potoków (m.in. płynącej w pobliżu rzeki Biała Głuchołaska czy potoku o nazwie Červenohorský potok). Ze stoków północno-zachodniego i północno-wschodniego biorą swój początek krótkie, nienazwane potoki, będące dopływami wspomnianego wcześniej potoku Červenohorský potok i rzeki Biała Głuchołaska. U podnóża stoku północno-wschodniego, blisko drogi nr 450, przy osadzie Domašov znajduje się niewielkie owalne oczko wodne o długości około 12 m. W obrębie stoków nie występują m.in. wodospady czy kaskady.

#### Źródło Mariin pramen

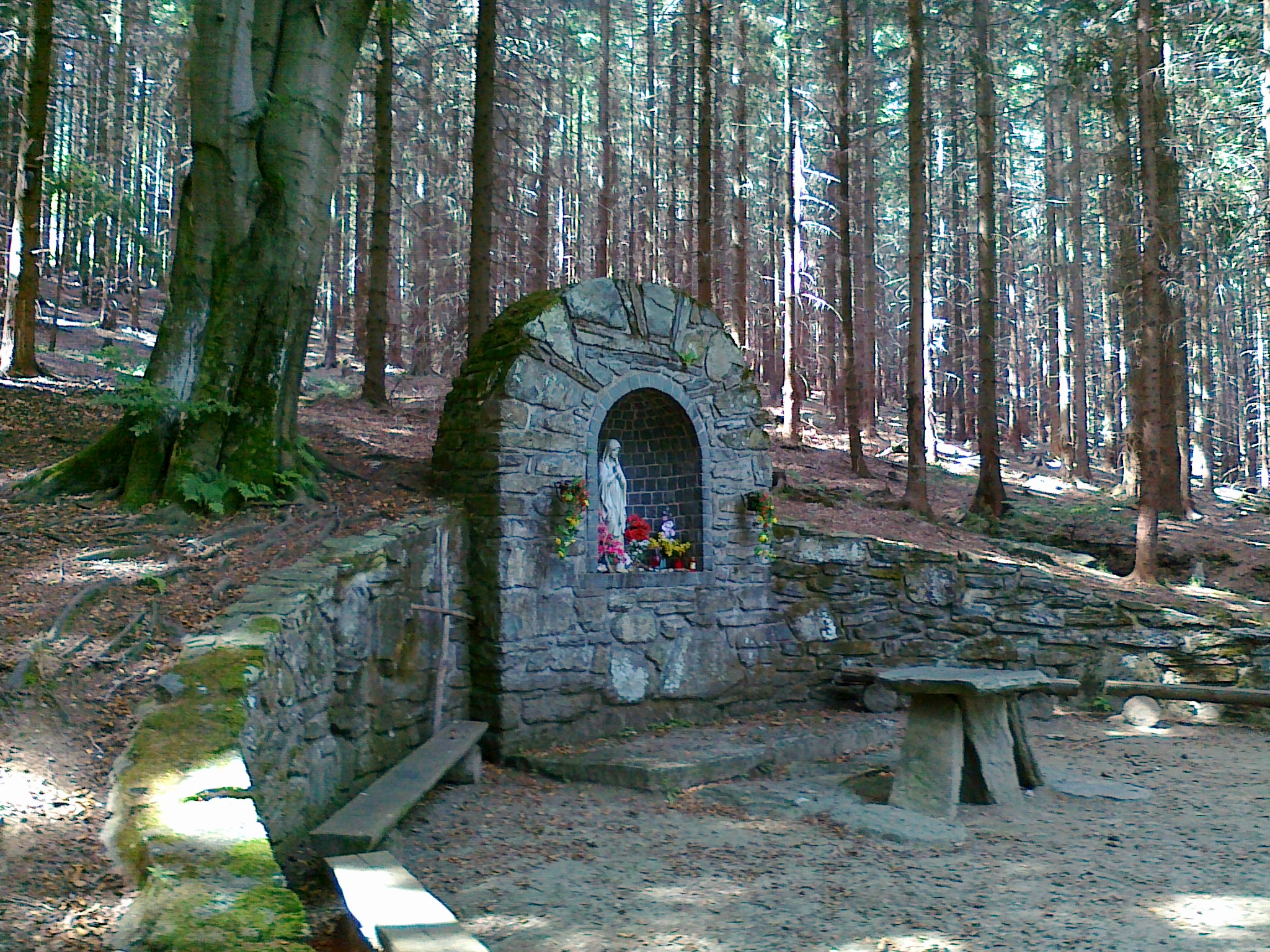
Jaskinia z figurą Matki Bożej nad źródłem Mariin pramen (2015 rok)

Na stoku północno-wschodnim w odległości około 1050 m na północny wschód od skaliska szczytowego Jeřábu, przy żółtym szlaku turystycznym  i białym szlaku rowerowym , na wysokości około 713 m n.p.m. znajduje się źródło o nazwie (cz. Mariin pramen; niem. Marien Quelle), położone blisko skrzyżowania turystycznego o nazwie (cz. Mariin pramen), będące jednocześnie miejscem pielgrzymkowym z jaskinią, w której ustawiono figurę Matki Bożej.

## Ochrona przyrody
Szczyt ze stokami znajduje się w obrębie wydzielonego obszaru objętego ochroną o nazwie Obszar Chronionego Krajobrazu Jesioniki (cz. Chráněná krajinná oblast (CHKO) Jeseníky), a utworzonego w celu ochrony utworów skalnych, ziemnych i roślinnych oraz rzadkich gatunków zwierząt. Na stokach nie utworzono żadnych rezerwatów przyrody lub innych obiektów nazwanych pomnikami przyrody. Ponadto na obszarze Jeřábu nie wytyczono żadnych ścieżek dydaktycznych.
U podnóża stoku północno-wschodniego, w odległości około 2,1 km na północny wschód od szczytu, na wysokości około 582 m n.p.m., w osadzie Domašov, przy drodze nr 450 znajduje się stara lipa szerokolistna, która została w 1982 roku uznana za pamiątkową o nazwie (cz. Lípa u Machaly) o wysokości około 32 m i obwodzie pnia 637 cm.

## Turystyka
U podnóża stoku północno-wschodniego, w osadzie Domašov znajdują się następujące pensjonaty: Apartmán Chaloupka, Penzion Richard, Penziojn u Bořka, Ubytování Domašov 314 i Ubytování Štempel Karol. Ponadto w sąsiedniej osadzie Bělá znajduje się schronisko turystyczne – Chata Eduard oraz pole kempingowe o nazwie (cz. Veřejné tábořiště Koliba). Do bazy turystycznej z hotelem Červenohorské Sedlo i pensjonatami, położonymi na przełęczy Červenohorské sedlo jest od szczytu około 2,4 km w kierunku południowo-zachodnim, do bazy turystycznej z pensjonatami w miejscowości Bělá pod Pradědem około 2 km od szczytu w kierunku wschodnim oraz również około 2 km w kierunku północno-zachodnim do bazy turystycznej w osadzie Filipovice, z hotelem Stará pošta. 
Miejscami godnymi polecenia, zlokalizowanymi u podnóża stoku północno-wschodniego w osadzie Domašov są m.in.:
- Rzymskokatolicki kościół św. Jana Chrzciciela (cz. Kostel sv. Jana Křtitele)[24]
- Muzeum-skansen (cz. Venkovský skanzen)[25]

Kluczowym punktem turystycznym jest oddalone o około 1,1 km na północny wschód od szczytu skrzyżowanie turystyczne o nazwie (cz. Mariin pramen) z podaną na tablicy informacyjnej wysokością 710 m, przez które przechodzi jedyny szlak turystyczny, dwa szlaki rowerowe i trasa narciarstwa biegowego. 

### Szlaki turystyczne
Klub Czeskich Turystów (cz. Klub Českých Turistů) wytyczył w obrębie stoków jeden szlak turystyczny na trasie:
 Filipovice – Jeřáb – źródło Mariin pramen – góra Velký Klín – przełęcz Červenohorské sedlo – Kouty nad Desnou – dolina potoku Hučivá Desná – przełęcz Sedlo pod Vřesovkou – Kamenne okno – góra Červená hora – Bílý sloup

### Szlaki rowerowe
Na stokach wyznaczono trzy szlaki rowerowe na trasach:
 V Mlýnkách – góra Nad Výrovkou – góra Točník – Filipovice – Jeřáb – źródło Mariin pramen – góra Velký Klín – Pod Velkým Klínem
 Jesionik – Adolfovice – Bělá pod Pradědem – Domašov – góra Velký Klín – Jeřáb – Mariin pramen
 Videlské sedlo – rezerwat przyrody Vysoký vodopád – góra Malý Děd – góra Velký Jezerník – góra Velký Klín – Jeřáb – góra Velký Klínovec – Červenohorské sedlo
Droga nr 450 jest podjazdem na przełęcz Videlské sedlo, biegnącym częściowo u podnóża stoku północno-wschodniego, chętnie pokonywanym m.in. przez rowerzystów:
 podjazd z miejscowości Bělá pod Pradědem drogą nr 450 (długość: 7,9 km, różnica wysokości: 388 m, średnie nachylenie: 4,9%, 2 pętlice drogowe)

### Trasy narciarskie
W obrębie stoków nie poprowadzono żadnej trasy narciarstwa zjazdowego. W okresach ośnieżenia wzdłuż szlaków rowerowych przebiegają trasy narciarstwa biegowego:
 Drátovna (chata) – Jeřáb – źródło Mariin pramen – góra Velký Klín – Pod Velkým Klínem – góra Velký Klín–JZ – góra Velký Klínovec – przełęcz Červenohorské sedlo
 Videlské sedlo – rezerwat przyrody Vysoký vodopád – góra Malý Děd – góra Velký Jezerník – góra Velký Klín – Jeřáb – góra Velký Klínovec – Červenohorské sedlo